# Курдановская, Ольга Петровна
О́льга Петро́вна Курдано́вская (1 июля 1901, Киев, Российская империя ― 26 июня 1950, Москва, СССР) ― советский деятель здравоохранения, врач-невропатолог, судебно-медицинский эксперт. Главный судебный медицинский эксперт Марийской АССР, врач-невропатолог Йошкар-Олинской городской поликлиники и диспансера Марийского обкома ВКП(б) (1937―1950). Заслуженный врач РСФСР (1946).

## Биография
Родилась в июле 1901 года в Киеве.
В 1924 году окончила Киевский медицинский институт. В 1930―1936 годах работала городским судебным экспертом в Киеве.
После репрессий в отношении мужа в 1937 году переехала в г. Йошкар-Олу: до 1950 года ― главный судебный медицинский эксперт Марийской АССР, одновременно – невропатолог Йошкар-Олинской городской поликлиники, партийного диспансера.
За многолетнюю безупречную работу в области здравоохранения в 1946 году удостоена почётного звания «Заслуженный врач РСФСР». Награждена медалями, в том числе «За трудовую доблесть», а также двумя почётными грамотами Президиума Верховного Совета Марийской АССР.
Ушла из жизни 26 июня 1950 года в Москве.

## Признание заслуг
- Заслуженный врач РСФСР (1946)[1][2]
- Медаль «За трудовую доблесть» (1946)[1][2]
- Почётная грамота Президиума Верховного Совета Марийской АССР (1944, 1946)[1][2]